# تشارلي بارنت
تشارلي بارنت (بالإنجليزية: Charlie Barnet)‏ هو قائد فرقة ‏ وملحن وعازف جاز أمريكي، ولد في 26 أكتوبر 1913 في نيويورك في الولايات المتحدة، وتوفي في 4 سبتمبر 1991 في سان دييغو في الولايات المتحدة.

## وصلات خارجية
- تشارلي بارنت على موقع IMDb (الإنجليزية)
- تشارلي بارنت على موقع الموسوعة البريطانية (الإنجليزية)
- تشارلي بارنت على موقع ميوزك برينز (الإنجليزية)
- تشارلي بارنت على موقع أول ميوزيك (الإنجليزية)
- تشارلي بارنت على موقع ديسكوغز (الإنجليزية)
- تشارلي بارنت على موقع قاعدة بيانات الفيلم (الإنجليزية)